# Copa Caixa Popular d'Escala i Corda
La Copa d'Escala i corda President de la Diputació de València és un torneig de pilota valenciana organitzat per l'empresa ValNet.
Amb la intenció de ser l'altre campionat per equips de referència, juntament amb el Circuit Bancaixa, la Copa Diputació es juga en una fase classificatòria, una altra eliminatòria, més semifinals i una final, que en les dues primeres edicions es disputà a tres partides.
En la tercera edició (2010), els equips es confeccionaren en parelles, contràriament a les edicions anteriors, en què els equips estaven formats per tres jugadors. També en aquesta edició s'incorporà una nova categoria anomenada "Promeses", on s'integren pilotaires joves amb projecció.
Les regles específiques són les mateixes que les del Bancaixa:
- Les partides comencen amb el marcador 15-15.
- La primera falta al dau no compta.
- Les galeries estan prohibides, çò és, tot pilota que hi caiga i no en torne és quinze perdut.

Però canvia la puntuació en les fases classificatòries:
- L'equip vencedor suma 3 punts si el rival no arriba a 50. En cas que ho faça els punts es reparteixen (2 per al guanyador i 1 per al perdedor).

## Historial
| #   | A.   | campions                    | subcampions                | trinquet    |
| --- | ---- | --------------------------- | -------------------------- | ----------- |
| 12a | 2019 | Puchol II i Tomàs II        | De la Vega i Jesús         |             |
| 11a | 2018 | Puchol II i Carlos          | Pere Roc II i Tomàs II     |             |
| 10a | 2017 | Francés i Félix             | Santi S i Santi F          | Bellreguard |
| 9a  | 2016 | Puchol II i Monrabal        | Marc i Pere                | Llíria      |
| 8a  | 2015 | Miguel, Dani i Conillet     | Puchol II i Nacho          |             |
| 7a  | 2014 | Puchol II i Dani            | Fageca, Javi i Monrabal    | Bellreguard |
| 6a  | 2013 | Álvaro, Nacho i Monrabal    | Soro III i Santi           | Alzira      |
| 5a  | 2012 | Puchol II, Javi i Herrera   | Santi II, Jesús i Tomàs II | Alzira      |
| 4a  | 2011 | Genovés II i Raül II        | Álvaro i Sarasol II        | Alzira      |
| 3a  | 2010 | Genovés II i Raül II        | Miguel i Sarasol II        | el Genovés  |
| 2a  | 2009 | Soro III, Félix i Héctor II | León, Sarasol II i Santi   | el Genovés  |

| Edició | Edició | campions   | campions | campions | subcampions | subcampions | subcampions | resultats | resultats | resultats |
| #      | A.     | rest       | mitger   | punter   | rest        | mitger      | punter      | 1a        | 2a        | 3a        |
| ------ | ------ | ---------- | -------- | -------- | ----------- | ----------- | ----------- | --------- | --------- | --------- |
| 15a    | 2022   | Soro III   | Nacho    | Nacho    | Marc        | Santi       | Santi       | 60—25     | 60—25     | 60—25     |
| 14a    | 2021   | De la Vega | Javi     | Javi     | Marc        | Pere        | Pere        |           |           |           |
| 13a    | 2020   | Marc       | Tomàs II | Tomàs II | Puchol II   | Guillermo   | Guillermo   | [ 3 ]     | [ 3 ]     | [ 3 ]     |
| 1a     | 2008   | Álvaro     | Jesús    | Herrera  | Víctor      | Félix       | Canari      | 60—45     | 60—40     | ×         |

Palmarés
|     |            | Campionats                        | Subcampionats         | Finals |
| --- | ---------- | --------------------------------- | --------------------- | ------ |
| 1r  | Puchol II  | 5 (2012, 2014, 2016, 2018 i 2019) | 1 (2020)              | 6      |
| 2n  | Álvaro     | 2 (2008 i 2013)                   | 1 (2011)              | 3      |
| 2n  | Monrabal   | 2 (2013 i 2016)                   | 1 (2014)              | 3      |
| 4t  | Genovés II | 2 (2010 i 2011)                   |                       | 2      |
| 4t  | Raül II    | 2 (2010 i 2011)                   |                       | 2      |
| 4t  | Herrera    | 2 (2008 i 2012)                   |                       | 2      |
| 7é  | Fèlix      | 1 (2009)                          | 1 (2008)              | 2      |
| 7é  | Jesús      | 1 (2008)                          | 1 (2012)              | 2      |
| 7é  | Soro III   | 1 (2009)                          | 1 (2013)              | 2      |
| 7é  | Javi       | 1 (2012)                          | 1 (2014)              | 2      |
| 11é | Héctor II  | 1 (2009)                          |                       | 1      |
| 11é | Nacho      | 1 (2013)                          |                       | 1      |
| 11é | Dani       | 1 (2014)                          |                       | 1      |
| 14é | Sarasol II |                                   | 3 (2009, 2010 i 2011) | 3      |
| 15é | Santi      |                                   | 2 (2009 i 2013)       | 2      |
| 16é | Víctor     |                                   | 1 (2008)              | 1      |
| 16é | Canari     |                                   | 1 (2008)              | 1      |
| 16é | León       |                                   | 1 (2009)              | 1      |
| 16é | Miguel     |                                   | 1 (2010)              | 1      |
| 16é | Santi II   |                                   | 1 (2012)              | 1      |
| 16é | Tomàs II   |                                   | 1 (2012)              | 1      |
| 16é | Fageca     |                                   | 1 (2014)              | 1      |
| 16é | Marc       |                                   | 1 (2016)              | 1      |
| 16é | Pere       |                                   | 1 (2016)              | 1      |

## Curiositats de la Copa Diputació
- La segona final, jugada al Trinquet del Genovés el 4 de juliol, va ser la primera partida retransmesa (en directe per Punt 2) des d'un trinquet remodelat per a millorar l'espectacle televisiu: La visibilitat augmenta mercés al contrast entre les parets blaves i la pilota de vaqueta blanca, i a més hi ha nous angles gràcies al fet que les parets dels frontons són de cristalls blindats opacs amb càmeres al darrere.

## Copa 2 i Copa Promeses
Des del 2010, es disputa una competició paral·lela a la de professionals on participen pilotaires joves o que encara no han donat el pas cap al professionalisme, tot i que a la primera edició un jugador de l'equip guanyadors, Héctor II, havia guanyat la Copa Diputació en un equip de màxima categoria. El 2011 s'afegí una categoria més de menor rang passant aquesta a anomenar-se "Copa Promeses" i l'anterior "Copa 2".

### Historial Copa 2
| Temporada | Campió                       | Subcampió                | Resultat | Trinquet    |
| --------- | ---------------------------- | ------------------------ | -------- | ----------- |
| 2014      | Francés i Jordi              | Ferrer i Guillermo       | 60-25    | Bellreguard |
| 2013      | Ferrer i Jesus               | Boni i Josep             | 60-45    | Sueca       |
| 2012      | Panete, Carlos II i Carlitos | Pablo, Monrabal i José   | 60-50    | Alzira      |
| 2011      | Rodrigo i Héctor             | Carlos i Herrera         | 60-40    | Vilamarxant |
| 2010      | Fageca, Colau II i Héctor II | Sergio, Pere i Carlos II | 60-40    | Bellreguard |

### Historial Copa Promeses
| Temporada | Campió                  | Subcampió                | Resultat | Trinquet    |
| --------- | ----------------------- | ------------------------ | -------- | ----------- |
| 2014      | Lluís, Pablo i Naharros | Kevin, Rafa i Nestor     | 60-50    | Bellreguard |
| 2013      | Francés, Alvan i Pablo  | Sergio, Julián i Palanca | 60-35    | Sueca       |
| 2012      | Marc i Hèctor           | Boina i Joan             | 60-10    | Alzira      |
| 2011      | Vicent, Patri i Josep   | Marrahí, Aucejo i Pepet  | 60-55    | Vilamarxant |

## Temporades de la Copa Diputació
- Copa Diputació del 2008
- Copa Diputació del 2009
- Copa Diputació del 2010
- Copa Diputació del 2012